# Vladimir Ashkenazy
Vladimir Ashkenazy, eredeti nevén Vlagyimir Davidovics Askenazi (oroszul: Владимир Давидович Ашкенази) (Gorkij, 1937. július 6. –) oroszországi zsidó származású izlandi zongoraművész és karmester.
A minden korszakban otthonosan mozgó, világpolgár művész leginkább orosz szerzők műveinek előadójaként szerzett világhírnevet magának.
Dimitri Ashkenazy amerikai-izlandi klarinétművész édesapja.

## Élete
Gorkijban, a mai Nyizsnyij Novgorodban született zsidó családban. Édesapja „esztrádzenét” játszó zongorista volt.
Rendszeres zenei tanulmányait a moszkvai Csajkovszkij Konzervatórium központi zeneiskolájában kezdte 1945-ben Anaida Sztyepanovna Szumbatján tanítványaként. 1955-ben a Csajkovszkij Konzervatórium nagytermében adta első nyilvános koncertjét Frédéric Chopin műveiben. Ebben az évben került be a felsőfokú képzésbe ugyanott. Vezető tanára Lev Nyikolajevics Oborin volt. 1956-ban második lett a varsói Frédéric Chopin Nemzetközi Zongoraversenyen, és megnyerte a brüsszeli Erzsébet Királyné Versenyt. 1957-ben szerepelt először külföldön. Az 1962-es moszkvai Nemzetközi Csajkovszkij Verseny zongora kategóriájában John Ogdonnal megosztva első helyet ért el.
1961-ben kötött házasságot a konzervatóriumban megismert izlandi Þórunn-nal, akit kényszeríteni akart a szovjet pártvezetés, hogy mondjon le eredeti állampolgárságáról és jelentse ki, hogy a Szovjetunióban akar élni. 1962-ben Ashkenazynak sikerült elérnie, hogy Nyugat-Európába utazhasson. Londonban, felesége szüleinél való tartózkodásakor megfosztották szovjet állampolgárságától. 
1968-ban Þórunn-nal áttelepült Izlandra, 1972-ben megkapta az állampolgárságot. Aktívan részt vett a Reykjavíki Művészeti Fesztivál megalapításában. 1978-ban a már négygyerekes család Luzernbe települt át. Ott született meg legutolsó gyermekük. 
Ashkenazy a szólókarrier mellett kamarazenészként és karmesterként is jelentős pályát futott be. 1963-ban kötött kizárólagos szerződést a Deccával. 
1987 és 1994 között a londoni Royal Filharmonikus Zenekar zeneigazgatója volt.
1998 és 2003 között a Cseh Filharmonikus Zenekar vezető karmestere volt. Jelenleg a Sydney-i Filharmonikusok és az Európai Unió Ifjúsági Zenekarának zenei vezetője. Emellett az Izlandi Szimfonikus Zenekar tiszteletbeli karmestere és a Rahmanyinov Társaság elnöke.
2020 elején jelentette be menedzsere visszavonulását.

## Fordítás
Ez a szócikk részben vagy egészben  a   Vladimir Ashkenazy című afrikaans Wikipédia-szócikk ezen változatának fordításán alapul.  Az eredeti cikk szerkesztőit annak laptörténete sorolja fel. Ez a jelzés csupán a megfogalmazás eredetét és a szerzői jogokat jelzi, nem szolgál a cikkben szereplő információk forrásmegjelöléseként.